# Vaanes (general de Heráclio)
Vaanes (em latim: Vaanes; em grego: Βαάνης; romaniz.: Baánēs; em armênio: Վահան; romaniz.: Vahan; m. 636) ou Boanes (em grego: Βοάνης; romaniz.: Boánes) segundo Teófanes, o Confessor, também citado como Maã (Mahan), foi um oficial bizantino de origem armênia do século VII, ativo sob o imperador Heráclio (r. 610–641). É citado pela primeira vez no final da Guerra bizantino-sassânida de 602-628, quando liderou tropas na invasão de Heráclio à Pérsia. Mais tarde, participou na defesa do Oriente contra as invasões árabes, mas morreu durante a Batalha de Jarmuque de 20 de agosto de 636.

## Nome
Vaanes (Vaanēs; Βαάνης, Baánēs) é a forma latina do teofórico armênio Vaã (Վահան, Vahan), ligado a Vaagne (Վահագն, Vahagn), o deus armênio, cujo nome derivou do parta Varragne (*Warhragn) / Vartagne (*Warθagn), do persa antigo Vertragna (Vṛθragna) e do avéstico Veretragna (𐬬𐬆𐬭𐬆𐬚𐬭𐬀𐬖𐬥𐬀, vərəθraγna), o deus iraniano da vitória. Como teofórico, também foi citado em armênio como Verã (Վռամ Vṙām), em persa médio como Vararã (𐭥𐭫𐭧𐭫𐭠𐭭, Waraḥrān) e Varã (𐭥𐭠𐭧𐭫𐭠𐭬, Waḥrām), em grego como Boanes (Βοάνης, Boánēs), Baranes (Βαρανης, Baranēs), Baânio (Βαάνιος, Baánios), Uarrames / Varrames (Ουαρράμης, Ouarrámēs), Barã (Βάραμ, Báram), Baramo (Βάραμος, Báramos) e Baram(a)anes (Βαραμ(a)άνης, Baram(a)ánēs), em georgiano como Barã (ბარამ, Baram),  em latim como Veramo (Veramus) e Vararanes e em persa novo como Barã (بهرام, Bahrām).

## Vida

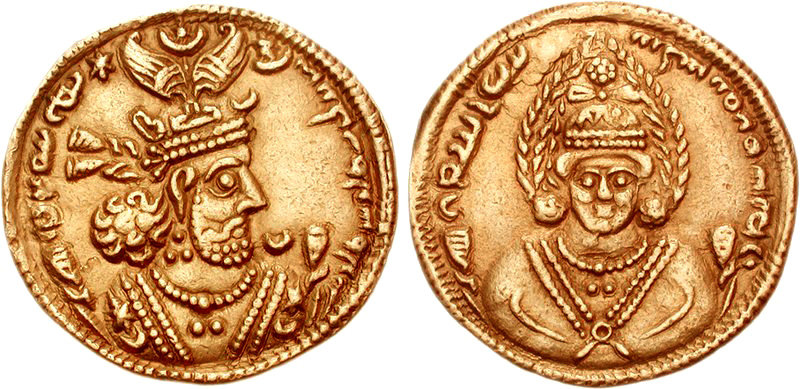
Dinar de ouro de r.

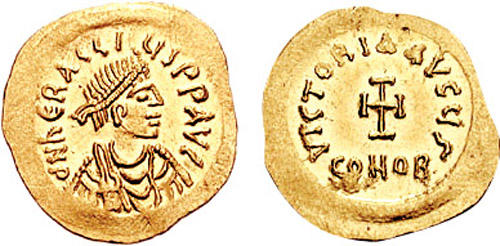
Tremisse de Heráclio r.

Vaanes foi citado pela primeira vez no fim de 627, quando acompanhou Heráclio em sua invasão final à Pérsia. Em dezembro, de acordo com Teófanes, o Confessor, Heráclio enviou-o com soldados selecionados para derrotar uma força enviada pelo general Razates. Vaanes encontrou os persas, matou o comandante e levou ao acampamento bizantino sua cabeça e sua espada, que era toda feita de ouro. Conseguiu matar muitos persas e capturou 26, dentre eles o porta-espada (espatário) de Razates, que informou que Razates atacaria as forças de Heráclio com 3 000 reforços enviados pelo xá Cosroes II (r. 590–628).
Após a derrota de Teodoro, irmão de Heráclio, em Gabita em 30 de julho de 634, foi nomeado mestre dos soldados do Oriente, com Teodoro Tritírio como seu colega; para Kaegi era comandante supremo das tropas na Síria, mas para Stratos era Tritírio. Seus movimentos seguintes são desconhecidos, mas em 635 defendeu, junto com Tritírio, a área entre Emessa e Damasco e infligiu várias derrotas aos árabes. Segundo Amade ibne Atã, diferente de Abu Ubaidá que adotou uma política justa com os habitantes de territórios ocupados por tropas muçulmanas, Vaanes, após retomar Pela, amaldiçoou os locais, interrogou-os sobre porque decidiram se render e repreendeu-os por não lutarem.
Em 636, Tritírio e ele marcharam de Emesa e uniram-se a Nicetas, filho do general persa Sarbaro, e o rei gassânida Jabalá. De acordo com as fontes gregas, suas tropas, descontes com a situação no Oriente, rebelaram e proclamaram-no imperador. Embora a veracidade deste fato seja bastante questionável, sobretudo porque aparenta tratar-se de uma tentativa de desresponsabilização do plano do imperador, a verdade é que do lado árabe e do bizantino houve inúmeras deserções, confirmadas por fontes árabes.

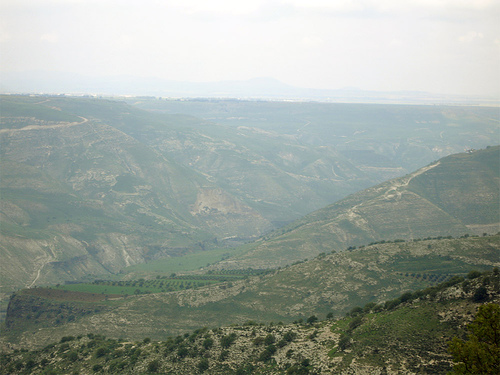
Vista sobre o local da Batalha de Jarmuque

O exército combinado perseguiu as tropas árabes lideradas por Calide ibne Ualide até próximo ao Hieromiax (atual rio Jarmuque). Heráclio deu instruções para que se esgotasse primeiro os meios diplomáticos antes de Vaanes confrontá-los. Talvez isto devia-se ao fato das tropas do xá Isdigerdes III (r. 632–651) ainda não estarem prontas para levar a cabo a ofensiva no Sauade (atual Iraque). Vaanes enviou Gregório, e depois Jabalá, para entabular negociações com os muçulmanos que, no entanto, se revelaram infrutíferas. O próprio Calide deslocou-se ao acampamento bizantino a convite de Vaanes para negociar os termos de paz, mas mais uma vez as negociações falharam. Estas negociações atrasaram o início dos combates por um mês. Na batalha seguinte (15–20 de agosto), os bizantinos foram fragorosamente derrotados. De acordo com algumas fontes, Vaanes foi morto em combate. Porém, segundo os Anais de Eutíquio, sobreviveu e fugiu ao monte Sinai e tornou-se monge.
Vários foram os motivos que levaram os bizantinos a sofreram uma derrota fragorosa em Jarmuque. Os principais foram o atrito entre os comandantes que estiveram na batalha e a consequente desordem dos soldados sob seu comando. O imperador, de certo, supervisionou as operações na Síria a partir de Antioquia, enquanto era aconselhado por um pequeno grupo de oficiais, dentre eles seu irmão Teodoro e Nicetas. Era esse grupo que traçava todas as estratégias a serem seguidas contra os invasores. No entanto, é sabido mediante relatos preservados nas fontes que Vaanes não possuía um bom relacionamento com seus cocomandantes, sobretudo Nicetas e Tritírio, e isso se traduziu na condução desastrosa do conflito com os árabes.

## Avaliação
Walter Kaegi considerou que Vaanes era um oficial muito engajado e, tal como Heráclio, parece ter devotado seus esforços para conseguir a vitória contra os invasores árabes e reter os territórios recém-reconquistados dos persas.